# Zeche Trompette (Essen)
Die Zeche Trompette in Essen-Kupferdreh-Dilldorf ist ein ehemaliges Steinkohlenbergwerk. Das Bergwerk war auch unter dem Namen Zeche Trompete in Hinsbeck bekannt. Auf dem Bergwerk wurde neben Steinkohle auch Kohleneisenstein gefördert.

## Bergwerksgeschichte
Am 10. September 1850 wurde das Längenfeld Trompete in Hinsfeld verliehen. Im 2. Halbjahr 1856 wurde das Bergwerk in Betrieb genommen. Es wurde ein Stollen westlich vom Deilbach angesetzt. Das Stollenmundloch wurde im Bereich der heutigen Straße Deilbachbrücke angesetzt. Anschließend wurde der Stollen in westlicher Richtung aufgefahren. Ab 1858 wurde Abbau betrieben. Etwa um 1862 wurde ein Teil des Grubenfeldes, welches sich östlich des Deilbachs befand, zu Schwarze Adler & Trompete vereinigt. Um 1870 wurde die Zeche Trompette stillgelegt. Im Jahr 1906 wurde das Feld von der Zeche Adler übernommen.

## Förderung und Belegschaft
Die ersten Förderzahlen stammen aus dem Jahr 1858, es wurden 68.607 Scheffel Steinkohle gefördert. Die ersten Belegschaftszahlen stammen aus dem Jahr 1860, es waren 28 Bergleute auf dem Bergwerk beschäftigt. 1861 stieg die Förderung auf 25.376 preußischen Tonnen Steinkohle, die Belegschaftsstärke lag bei 19 Beschäftigten. Im Jahr 1867 wurden mit zwölf Beschäftigten 4255 Tonnen Steinkohle gefördert. 1869 lag die Förderung bei 54 Tonnen Steinkohle. Dies sind auch die letzten bekannten Zahlen des Bergwerks.